# ㅠ

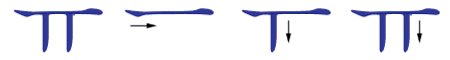
筆順

ㅠは、ハングルを構成する母音字母のひとつ。呼称はユ（유）。22番目の字母（『訓蒙字会』以降は母音字母としては8番目、『訓民正音』当時は最初の「ㆍ」から10番目）である。始めと終わりで音色の異なる二重母音を表す。字体によって左下の縦棒が "丿" となることもある。

## 音声
母音/ㅣ/[i]の構えから/ㅜ/[u]を調音したときに生じる音。単独で発音した場合、硬口蓋半母音[j]による[ju]である。子音字母に後続する場合は、i系の上昇二重母音となり、前の子音は口蓋化する。

## 沿革
『訓民正音』の中声字において地を象る「ㅡ」と天を象る「ㆍ」2つによって構成され、天を象る「ㆍ」が下側にあるため地から始まる陰母音の再出字（ㆍが二つで/ㅣ/[i]から始まる音をもつ字）に分類される。世宗序では「如戌字中聲」と規定されている。
その名称は『訓蒙字会』（1527年）でユ（由）とされた。

## ラテン文字転写
文化観光部2000年式、マッキューン＝ライシャワー式ともにyuと表記される。

## 文字コード
| 名称                | 種類   | コード | HTML実体参照コード | 表示 |
| HANGUL LETTER YU    | 単体字 | U+3160 | &#12640;           | ㅠ   |
| HANGUL JUNGSEONG YU | 中声用 | U+1172 | &#4466;            | ᅲ     |

## その他の用法
大韓民国のネットコミュニティでは、泣き面を表す言葉として用いられ、涙を流す表現につながるとされる。日本でいう（涙）と同じ意味。